# 索尔南河 (卢瓦尔河支流)
索尔南河（法語：Sornin，法語發音：[sɔʁnɛ̃]）是法国卢瓦尔省、罗讷省与索恩-卢瓦尔省的河流，是卢瓦尔河的右支流，长47千米，发源自聖博內德布呂耶爾，于普伊苏沙尔略和圣尼济耶苏沙尔略之间流入卢瓦尔河。